# Fabio De Gaspari
Fabio De Gaspari (Padova, 4 dicembre 1966) è un ex giavellottista italiano, detentore per nove anni del record nazionale con 79,30 m.

## Carriera
Vincitore in carriera di due medaglie d'argento ai Giochi del Mediterraneo, è stato anche 11 volte campione italiano.

## Palmarès
| Anno | Manifestazione          | Sede                   | Risultato | Misura  | Note  |
| ---- | ----------------------- | ---------------------- | --------- | ------- | ----- |
| 1991 | Giochi del Mediterraneo | Atene                  | Argento   | 73,10 m | [ 2 ] |
| 1993 | Giochi del Mediterraneo | Linguadoca-Rossiglione | Argento   | 77,18 m | [ 2 ] |

## Altri risultati
Campionati italiani
- 9 titoli assoluti (1987/1993 e 1996-1997) ai Campionati italiani assoluti di atletica leggera
- 2 titoli invernali (1985 e 1992) ai Campionati italiani invernali di lanci